# 1900年パリオリンピックの混合チーム選手団
1900年パリオリンピックの混合チーム選手団（1900ねんパリオリンピックのこんごうチームせんしゅだん）は、1900年5月14日から10月28日にかけてフランスの首都パリで開催された1900年パリオリンピックの混合チーム選手団、およびその競技結果。混合チームは異なった国および地域の選手同士で構成された。

## 概要
今大会は金メダル6個、銀メダル3個、銅メダル3個の合計12個のメダルを獲得した。

## メダル
| メダル   | 選手名 | 競技   | 種目          |
| -------- | --- | ------ | ------------- |
| 金メダル | チャールズ・ベネット（ イギリス） ジョン・リマー（ イギリス） シドニー・ロビンソン（ イギリス） アルフレッド・タイソー（ イギリス） スタンリー・ローリー（ オーストラリア） | 陸上   | 男子5000m団体 |
| 銀メダル | マックス・デキュジス（ フランス） バシル・スポールディング・デ・ガーメンディア（ アメリカ合衆国）                                                                           | テニス | 男子ダブルス  |
| 銀メダル | エレーヌ・プレボー（ フランス） ハロルド・マホニー（ イギリス） | テニス | 混合ダブルス  |
| 銅メダル | ローレンス・ドハティー（ イギリス） マリオン・ジョーンズ（ アメリカ合衆国）                                                                                                 | テニス | 混合ダブルス  |
| 銅メダル | アーチボルド・ワーデン（ イギリス） ヘドヴィガ・ローゼンバウモワ（ ボヘミア）                                                                                               | テニス | 混合ダブルス  |